# Miguel Reina
Miguel Reina Santos (Córdoba, 21 januari 1946) is een voormalig Spaans profvoetballer. Hij speelde als doelman en had als bijnaam El Lynce de Córdoba (De Lynx van Córdoba). Reina werd in 2000 verkozen tot beste doelman uit de regio Andalusië van de twintigste eeuw en twee na beste speler uit Andalusië van de twintigste eeuw na Fernando Hierro en Juanito. Miguel Reina is de vader van José Manuel Reina, eveneens profvoetballer.

## Clubvoetbal
Reina begon zijn profloopbaan in 1962 bij Córdoba CF. In het seizoen 1961/1962 werd Córdoba CF kampioen van de Segunda División A en promoveerde zo naar de Primera División. In de laatste wedstrijd van het seizoen debuteerde Reina op zestienjarige leeftijd in het eerste elftal. In het seizoen 1962/1963 was Reina voornamelijk bankzitter, maar tegen Real Oviedo maakte hij wel zijn debuut in de Primera División. Vanaf het volgende seizoen was Reina basisspeler bij Córdoba CF, nadat hij na een blessure van eerste doelman Benegas zijn kans had gegrepen. In 1965 maakte Reina de overstap naar FC Barcelona, waar de doelman tot 1973 bleef. Aanvankelijk was hij tweede doelman achter eerst José Manuel Pesudo en later Salvador Sadurní, maar in het seizoen 1968/1969 werkte Reina zich op tot eerste doelman.
Met Barça won de doelman tweemaal de Copa del Generalísimo (1968, 1971). Van 1973 tot 1980 speelde Reina voor Atlético de Madrid. Met Los Colchoneros veroverde hij de Intercontinental Cup (1974), de beker (1976) en de Spaanse landstitel (1976). In 1980 moest Reina vanwege een rugblessure zijn loopbaan als profvoetballer beëindigen. Tweemaal in zijn carrière ontving Reina de Trofeo Zamora voor minst gepasseerde doelman van de Primera División, in het seizoen 1972/1973 met FC Barcelona en in het seizoen 1976/1977 met Atlético de Madrid.

## Nationaal elftal
Reina speelde vijf interlands voor het Spaans nationaal elftal, waarin hij drie tegendoelpunten kreeg. De doelman behoorde tot de Spaanse selectie voor het WK 1966 in Engeland, maar hij debuteerde pas drie jaar later op 15 oktober 1969 tegen Finland. Na wedstrijden tegen Cyprus op 9 mei 1971, Sovjet-Unie op 23 oktober 1971 en Griekenland op 21 februari 1973, speelde Reina zijn laatste interland op 2 mei 1973 tegen Nederland. In deze wedstrijd schoot hij, zwaar gehinderd door Johan Cruijff, van buiten het strafschopgebied in eigen doel.

## Erelijst
FC Barcelona
- Copa del Generalísimo: 1967/68, 1970/71
- Jaarbeursstedenbeker: 1971

 Atlético Madrid
- Primera División: 1976/77
- Copa del Generalísimo: 1975/76
- Wereldbeker voor clubteams: 1974

Individueel
- Trofeo Zamora: 1972/73, 1976/77